# Wahlenbergia berteroi
Wahlenbergia berteroi là loài thực vật có hoa trong họ Hoa chuông. Loài này được Hook. & Arn. miêu tả khoa học đầu tiên năm 1834.